# مسجد صالح باي عنابة
جامع صالح باي . شُيّد بولاية عنابة، شرق الجزائر، في عهد الخلافة العثمانية عام 1792م.
```
يتوسط باحة السوافة بالمدينة القديمة 
بلاص دارم
 حيث يوجد بمحاذاة الجهة الشرقية 
للميناء
، وبالقرب من 
مسجد أبو مروان الشريف
، والذي لا تفصله عنه إلا بعض الأزقة الضيقة والمتلاصقة• 
```

يعتبر هذا المعلم الديني من المساجد الأولى التي أخذت الطابع التركي الأناضولي بالجزائر مما جعل هذا المسجد العتيق جميلا ومميزا من حيث الزوايا والأبواب والأقواس المزركشة بألوان جميلة، ناهيك عن الهندسة المعمارية•
أما المئذنة تنتصب على شكل هرمي مقطوع ذي قاعدة مربعة، أما تسمية هذا الجامع ترجع إلى صالح باي بن مصطفى المولود بإزمير الشرقية، والذي كان بايا على حامية قسنطينة، وهو الذي أمر ببناء مسجد في وسط المدينة بعتيقة باعتبارها آنداك محجا للعلماء ومقصدًا لدارسي القرآن، ف بلاص دارم كانت جامعًا لعلماء الأندلس بالجزائر حيث تم تدشين المسجد يوم 18 أوت 1912 إلا أن صالح باي لم يحضر التدشين بسبب انشغالاته في السياسة والحرب•
الزائر لهذا المسجد العتيق يظهر له للوهلة الأولى كأنه اختصر المسافات وزار مساجد الأندلس العتيقة، حتى الناعورة التي تتوسط الجامع تتميز بفسيفساء فريدة من نوعها فهي مرصعة بماء الذهب الخالص، ممزوجة بزخرفة إسلامية لا نظير لها في العالم الإسلامي• ولا يزال جامع الباي بعنابة حافظ على مكوناته التي تكتتر عبق الحضارات المتعاقبة عليه•• فهو في شهر رمضان يتحول إلى فضاء ديني خاص بحلقات الذكر بتعليم القرآن ومجح لبعض علماء الأزهر والزيتونة بتونس•
كما أن العديد من المصلين يقصدونه لأداء صلو ات التراويح، وهناك من العائلات العريقة تقيم فيه الحفلات الدينية وتوزيع الصدقات على المحتاجين وتقاسم الفرحة مع الأيتام• 

## تاريخ
في 13 أبريل /العمانية/ شُيّد مسجد صالح باي الجامع بولاية عنابة، شرق الجزائر، في عهد الخلافة العثمانية عام 1792م، الموافق لسنة 1206هـ، بأمر من حاكم الشرق الجزائري صالح باي، والذي حمل المسجد اسمه، منذ تأسيسه، على الرغم من أنّ صالح باي تُوفي بعد أيام
```
قليلة من تدشين بناية المسجد.وكان لصالح باي شعبية كبيرة وسط السكان الذين ثأثّروا كثيرا لاغتياله لأغراض سياسية، في ظل الأوضاع الداخلية المضطربة؛ فلبست النسوة الأسود حزنًا عليه. وإلى يومنا هذا، ما زالت الموسيقى والأغاني التراثية الجزائرية، تتضمن رثاء لهذا الحاكم، وذلك من خلال قصيدة «قالوا العرب قالوا». ولمحو ذاكرته، لجأ الباي الجديد مصطفى الوزناجي إلى حذف اسم صالح باي من مبنى الجامع، واختزل اسم الجامع ليُصبح «جامع الباي».
[
2
]
[
3
]
[
4
]
```

## وصلات خارجية
- مسجد  الباي بعنابة على يوتيوب.
- عنابة: مسجد صالح باي معلم ديني وتاريخي عتيق .. يغرق تحت أنقاض الإهمال..!! تقرير: محمد فاروق طوالبية على يوتيوب.
- عنابة: مسجد صالح باي يكتسي حلة جديدة بعد ترميمه على يوتيوب.